# Closer to God
 (août 2023).
Pistes de The Downward Spiral
March of the Pigs Ruiner
Closer to God est un single du groupe musical Nine Inch Nails tiré de l'album The Downward Spiral.

## Différentes versions
Le single de Closer est sorti sous le titre Closer to God dans deux versions différentes, une pour les États-Unis et une pour le Royaume-Uni, cette dernière contenant deux disques. Les deux singles comprennent les mêmes pistes, mais placées dans un ordre différent. Ils comprennent une version légèrement plus longue de Closer, cinq remixes de Closer, un remix de Heresy et deux titres inédits : Memorabilia et March of the Fuckheads.

### Version américaine
1. Closer to God (5:05) (Remixé par Trent Reznor, Sean Beavan, Brian Pollack)
2. Closer (Precursor) (7:16) (Remixé par Coil, Danny Hyde)
3. Closer (Deviation) (6:15) (Remixé par Jack Dangers, Craig Silvey)
4. Heresy (Blind) (5:32) (Remixé par Dave Ogilvie, Anthony Valcic, Joe Bisara)
5. Memorabilia (7:21)
6. Closer (Internal) (4:15) (Remixé par Bill Kennedy, Scott Humphrey, John ''Geetus'' Aguto, Paul Decarli, Eric Claudiex)
7. March of the Fuckheads (4:43) (Remixé par Adrian Sherwood)
8. Closer (Further Away) (5:45) (Remixé par Kennedy, Humphrey, Aguto, Decarli, Claudiex)
9. Closer (6:26)

### Version anglaise
Disque 1Further Away
1. Closer (6:26)
2. Closer (Deviation) (6:15) (Remixé par Dangers, Silvey)
3. Closer (Further Away) (5:45) (Remixé par Kennedy, Humphrey, Aguto, Decarli, Claudiex)
4. Closer (Precursor) (7:16) (Remixé par Coil, Hyde)
5. Closer (Internal) (4:15) (Remixé par Kennedy, Humphrey, Aguto, Decarli, Claudiex)

Disque 2Closer to God
1. Closer to God (5:05) (Remixé par Reznor, Beavan, Pollack)
2. Heresy (Blind) (5:32) (Remixé par Ogilvie, Valcic, Bisara)
3. Memorabilia (7:21)
4. March of the Fuckheads (4:43) (Remixé par Sherwood)